# Bavory
Bavory (in tedesco Pardorf) è un comune della Repubblica Ceca facente parte del distretto di Břeclav, in Moravia Meridionale.